# NGC 5603
NGC 5603 је лентикуларна галаксија у сазвежђу Волар која се налази на NGC листи објеката дубоког неба.
Деклинација објекта је + 40° 22' 40" а ректасцензија 14h 23m 1,6s. Привидна величина (магнитуда) објекта NGC 5603 износи 13,0 а фотографска магнитуда 14,0. NGC 5603 је још познат и под ознакама NGC 5603A, UGC 9217, MCG 7-30-8, 1ZW 86, IRAS 14210+4036, CGCG 220-11, PGC 51382.